# 世界植物在线
世界植物在线（英文：Plants of the World Online，缩写：POWO）是由英国邱园运营的植物物种数据库，於2017年3月上线，最终目标是“到2020年使用户能够访问世界上所有已知种子植物的信息”。最初其关注重点是非洲热带植物区系，尤其是赞比西河流域植物区系、西非热带植物区系和东非热带植物区系。